# Liste der Biografien/Fric
Liste der Biografien |
Portal Biografien |
Personensuche
# |
A |
B |
C |
D |
E |
F |
G |
H |
I |
J |
K |
L |
M |
N |
O |
P |
Q |
R |
S |
T |
U |
V |
W |
X |
Y |
Z |
?
 
Fa |
Fe |
Ff |
Fh |
Fi |
Fj |
Fk |
Fl |
Fm |
Fn |
Fo |
Fr |
Ft |
Fu |
Fy
 
Fra |
Frc |
Fre |
Frg |
Fri |
Frk |
Frl |
Fro |
Frr |
Fru |
Fry
 
Fria |
Frib |
Fric |
Frid |
Frie |
Frig |
Frih |
Frii |
Frij |
Frik |
Fril |
Frim |
Frin |
Frio |
Frip |
Frir |
Fris |
Frit |
Friv |
Friz
Die Liste der Biografien führt alle Personen auf, die in der deutschsprachigen Wikipedia einen Artikel haben. Dieses ist eine Teilliste mit 244 Einträgen von Personen, deren Namen mit den Buchstaben „Fric“ beginnt.

## Fric
- Frič, Alberto Vojtěch (1882–1944), tschechischer Kakteensammler und Pflanzenjäger
- Frič, Antonín (1832–1913), böhmischer Zoologe, Paläontologe und Geologe
- Frič, David (* 1983), tschechischer Futsalspieler
- Frič, Ivan (1922–2001), tschechoslowakischer Kameramann, Filmeditor und Regieassistent
- Frič, Josef František (1804–1876), tschechischer Anwalt und Politiker
- Frič, Josef Václav (1829–1890), tschechischer Schriftsteller, Journalist und Politiker, Vertreter der Romantik
- Frič, Karel, tschechoslowakischer Radrennfahrer
- Frič, Martin (1902–1968), tschechischer Filmregisseur
- Frič, Václav (1839–1916), böhmischer Naturalienhändler

### Fricc
- Fricchione, Jason (* 1970), US-amerikanischer Redaktionsmanager und Produktionsleiter beim Film, Synchronsprecher
- Friccius, Karl Friedrich (1779–1856), Generalauditeur der preußischen Armee

### Frice
- Fricelj, Alojz (* 1963), jugoslawischer bzw. slowenischer Fußballspieler und Trainer

### Frich
- Frich, Joachim (1810–1858), norwegischer Landschaftsmaler und Lithograf

### Frici
- Fricioiu, Maria (* 1960), rumänische Ruderin

### Frick
- Frick, Albert (* 1948), liechtensteinischer Politiker
- Frick, Albert (* 1949), liechtensteinischer Skirennläufer
- Frick, Albert Philipp (1733–1798), deutscher Jurist und Hochschullehrer
- Frick, Alex (1901–1991), deutscher Zahnarzt, Kommunalpolitiker und Heimatforscher
- Frick, Alexander (1910–1991), liechtensteinischer Regierungschef
- Frick, Alexandra (* 1990), Schweizer Unihockeyspielerin
- Frick, Alfons (1913–2002), deutscher Politiker (CDU), MdL
- Frick, Alice (1895–1971), deutsche Politikerin (CDU), MdL
- Frick, Andreas (* 1964), deutscher römisch-katholischer Geistlicher, Generalvikar des Bistums Aachen
- Frick, Arnold (* 1966), liechtensteinischer Judoka
- Frick, Aurelia (* 1975), liechtensteinische Politikerin (FBP), Regierungsrätin des Fürstentums LiechtensteinAurelia Frick (* 1975)

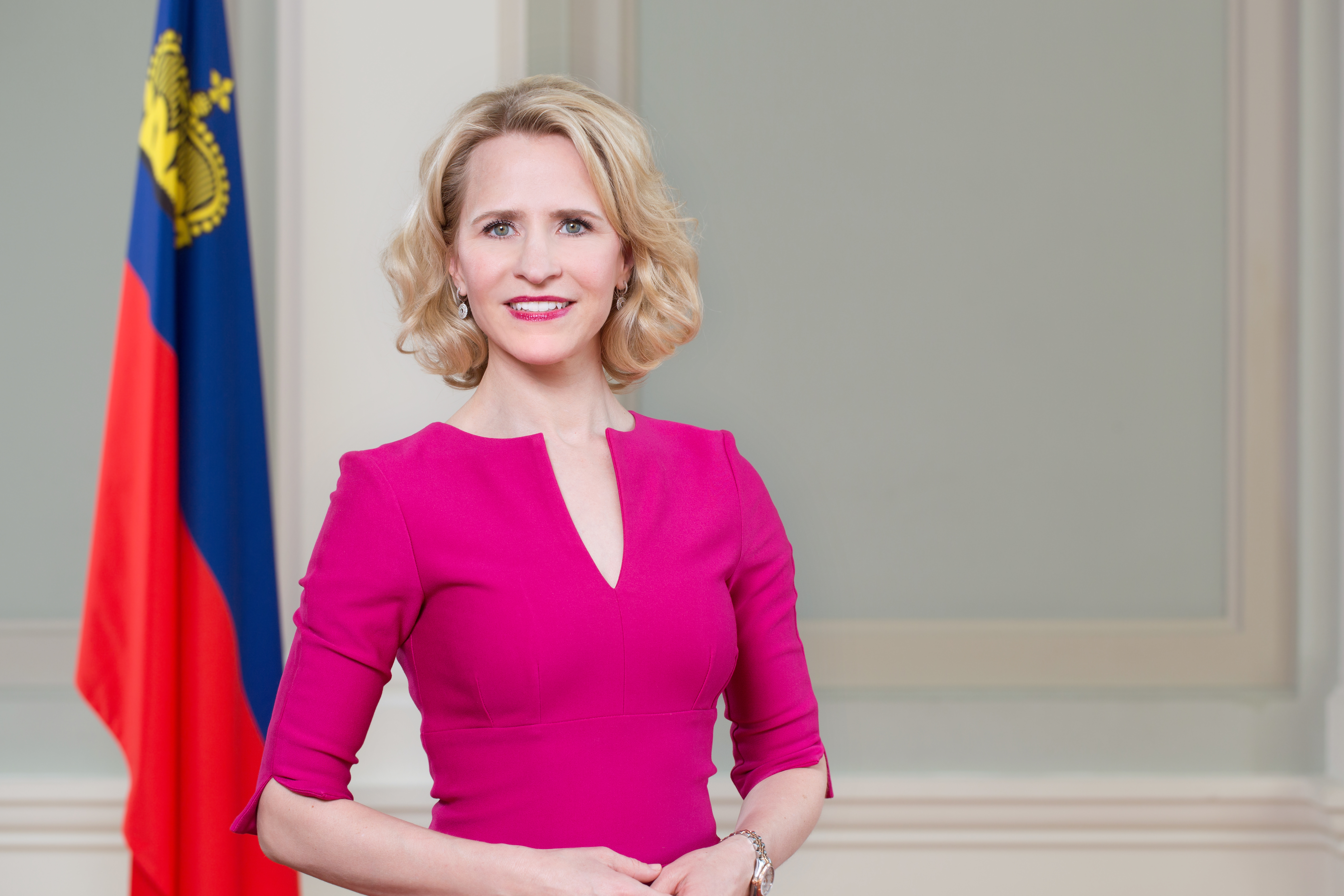
Aurelia Frick (* 1975)

- Frick, Bernd (* 1958), deutscher Fußballspieler
- Frick, Bernd (* 1959), deutscher Wirtschaftswissenschaftler und Hochschullehrer
- Frick, Bernhard († 1655), Priester und Weihbischof in Paderborn
- Frick, Billy (1911–1977), Schweizer Schauspieler und Filmproduzent
- Frick, Bruno (* 1953), Schweizer Politiker (CVP)
- Frick, Christoph, deutscher Chirurg, Ostindienreisender und Autor
- Frick, Christoph (* 1960), Schweizer Regisseur
- Frick, Christoph (* 1974), liechtensteinischer Fussballspieler
- Frick, Christoph (* 1984), liechtensteinischer Fussballspieler
- Frick, Claudia (* 1983), deutsche Meteorologin und Informationswissenschaftlerin
- Frick, Constantin (1877–1949), deutscher Pastor, Geistlicher bei der Inneren Mission, Politiker und MdBB
- Frick, Daniel (* 1978), liechtensteinischer Fußballspieler
- Frick, Davy (* 1990), deutscher Fußballspieler
- Frick, Doris (* 1963), liechtensteinische Botschafterin in Bern
- Frick, Eckhard (* 1955), deutscher Jesuit, Psychiater, Psychoanalytiker und Hochschullehrer
- Frick, Ernst (1881–1956), Schweizer Maler
- Frick, Ernst (1909–1954), Schweizer Fußballspieler
- Frick, Georg Friedrich Christoph (1781–1848), deutscher Porzellanfabrikant und Direktor der Königlichen Porzellan-Manufaktur in Berlin
- Frick, Gerd (* 1948), deutscher Maler und Grafiker
- Frick, Gerd (* 1974), italienischer Bergläufer
- Frick, Gerhard (1936–2015), deutscher Arzt und Naturheilkundler
- Frick, Gisela (1946–2025), deutsche Politikerin (FDP), MdB
- Frick, Gottlob (1906–1994), deutscher Opernsänger (Bass)
- Frick, Hans (1888–1975), Schweizer Historiker und Offizier
- Frick, Hans (1911–1945), deutscher Verwaltungsjurist
- Frick, Hans (* 1921), deutscher Arzt und Anatom
- Frick, Hans (1930–2003), deutscher Schriftsteller
- Frick, Hans (1938–2013), deutscher Chefredakteur
- Frick, Hans Konrad (1811–1897), Schweizer Mundartdichter
- Frick, Heinrich (1893–1952), deutscher Theologe
- Frick, Heinz (1919–2010), deutscher Politiker (SPD), MdA
- Frick, Henry (1795–1844), US-amerikanischer Politiker
- Frick, Henry Clay (1849–1919), US-amerikanischer IndustriellerHenry Clay Frick (1849–1919)

Henry Clay Frick (1849–1919)

- Frick, Hermann (1897–1987), Schweizer Theater- und Filmschauspieler
- Frick, Ida (1808–1893), deutsche Schriftstellerin
- Frick, Jérémy (* 1993), Schweizer Fussballtorhüter
- Frick, Johann (1670–1739), deutscher lutherischer Geistlicher und Theologe
- Frick, Johann (1903–2003), österreichischer Geistlicher (römisch-katholisch), Steyler Missionar und Ethnologe
- Frick, Johann Gottlieb Ferdinand (1809–1880), deutscher Historien-, Genre- und Porträtmaler
- Frick, Joseph (1806–1875), deutscher Mediziner, Pädagoge und Politiker
- Frick, Julian (1933–2012), österreichischer Urologe und Hochschullehrer
- Frick, Karin (* 1961), Schweizer Trend- und Zukunftsforscherin
- Frick, Karl R. H. (1922–2012), deutscher Sachbuchautor und Arzt
- Frick, Katrin (* 1962), Schweizer Politikerin (FDP) und Kantonsrätin
- Frick, Klaus N. (* 1963), deutscher Autor, Chefredakteur der Science-Fiction-Serie Perry Rhodan
- Frick, Konstantin (1907–2001), deutscher Bildhauer und Architekt
- Frick, Kurt (1884–1963), deutscher Architekt
- Frick, Lothar (* 1961), deutscher Politikwissenschaftler, Politiker (CDU) und Direktor der Landeszentrale für politische Bildung Baden-Württemberg (LpB)
- Frick, Lukas (* 1994), Schweizer Eishockeyspieler
- Frick, Manfred (* 1961), liechtensteinischer Fußballspieler
- Frick, Manuel (* 1984), liechtensteinischer Politiker
- Frick, Marie (* 1985), französische Volleyballspielerin
- Frick, Mario (* 1965), liechtensteinischer Politiker und Rechtsanwalt, Regierungschef von Liechtenstein
- Frick, Mario (* 1974), liechtensteinischer Fussballspieler
- Frick, Markus (* 1972), deutscher Finanzexperte
- Frick, Martin (* 1933), deutscher Meteorologe und Schriftsteller
- Frick, Matthias (* 1985), Schweizer Politiker der Sozialdemokratischen Partei
- Frick, Max (1863–1942), deutscher Jurist und Politiker der DNVP
- Frick, Michael (* 1971), deutscher Kontrabassist, Sänger und InstrumentenbauerMichael Frick (* 1971)

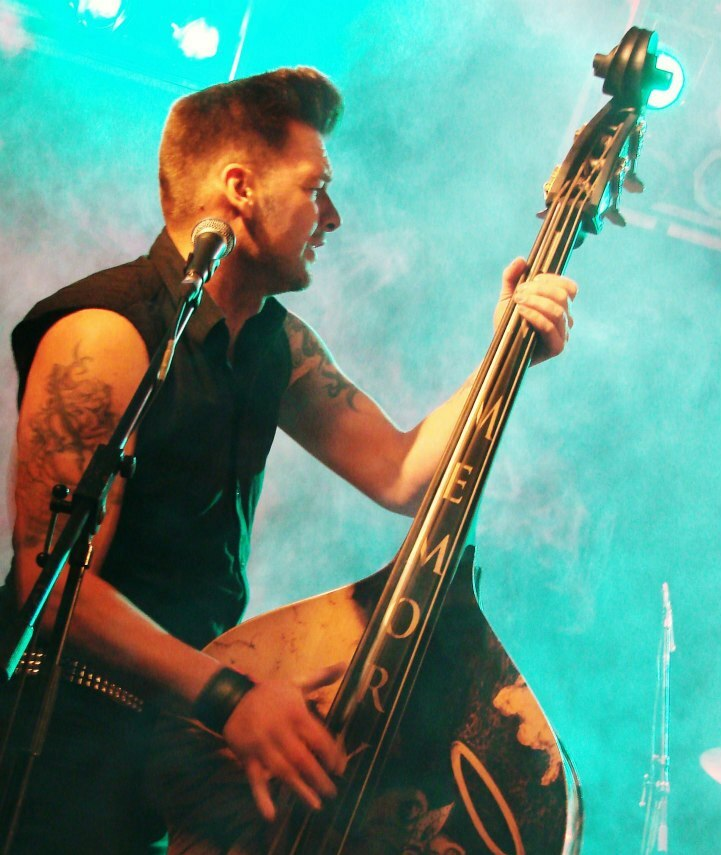
Michael Frick (* 1971)

- Frick, Noah (* 2001), liechtensteinischer Fussballspieler
- Frick, Otto (1832–1892), deutscher Philologe und Pädagoge
- Frick, Otto (1877–1963), Architekt in Königsberg und Eckernförde
- Frick, Paul (1922–2018), Schweizer Mediziner
- Frick, Pepo (* 1952), liechtensteinischer Politiker
- Frick, Peter (* 1965), liechtensteinischer Politiker (VU)
- Frick, Robert (1901–1990), deutscher evangelischer Theologe
- Frick, Rolf (1936–2008), deutscher Hochschullehrer und Politiker (FDP), MdL
- Frick, Rosmarie (* 1949), Schweizer Krankenschwester und Dozentin für Mikrochirurgie am Universitätsspital Zürich
- Frick, Sarah Viktoria (* 1982), schweizerisch-liechtensteinische Schauspielerin
- Frick, Siard (1679–1750), deutscher Prämonstratenser und Abt der Prämonstratenserreichsabtei Schussenried in Oberschwaben (1733–1750)
- Frick, Simon (* 1983), österreichischer Musiker (Geige, Komposition)
- Frick, Stephen (* 1964), US-amerikanischer Astronaut
- Frick, Thomas (* 1962), deutscher Regisseur und Drehbuchautor
- Frick, Ursula (1938–2023), deutsche Ärztin und Hochschullehrerin
- Frick, Walter (* 1956), liechtensteinischer Politiker (VU)
- Frick, Werner (* 1953), deutscher Germanist
- Frick, Werner (* 1955), italienischer Politiker (SVP)
- Frick, Wilhelm (1843–1886), deutsch-österreichischer Buchhändler
- Frick, Wilhelm (1877–1946), deutscher Politiker (NSDAP), MdR und FunktionärWilhelm Frick (1877–1946)

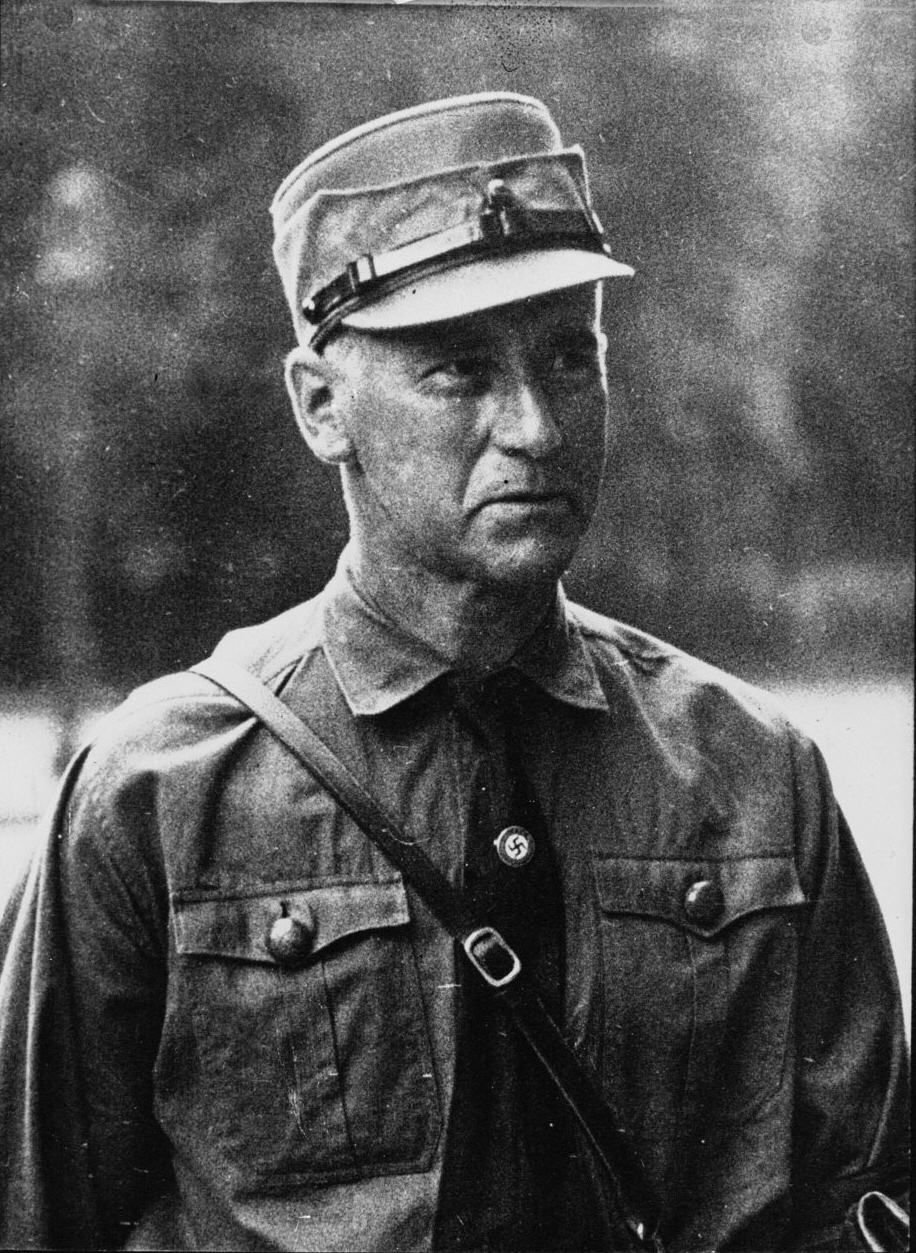
Wilhelm Frick (1877–1946)

- Frick, Willie (1896–1964), deutscher Eiskunstlauftrainer
- Frick, Xaver (1913–2009), liechtensteinischer Leichtathlet und Skilangläufer
- Frick, Xaver (* 1946), liechtensteinischer Leichtathlet
- Frick, Yanik (* 1998), liechtensteinischer Fussballspieler
- Frick-Cramer, Marguerite (1887–1963), Schweizer Juristin, Historikerin, Hochschullehrerin und Mitglied des Internationalen Komitees vom Roten Kreuz
- Frickau, Rudolf (1903–2000), deutscher Schauspieler
- Fricke, Adib (* 1962), deutscher Künstler
- Fricke, Alex (1905–1955), deutscher Radrennfahrer
- Fricke, Andreas, deutscher Münzmeister
- Fricke, Anne-Kathrin (* 1960), deutsche Juristin, Richterin am Bundesverwaltungsgericht
- Fricke, Arnold (1913–1986), deutscher Mathematikpädagoge, Universitätsprofessor, Schulbuchautor
- Fricke, August (1827–1895), deutscher Architekt
- Fricke, August (1880–1965), deutscher Politiker (SPD), MdL
- Fricke, August Ludwig (1829–1894), deutscher Opernsänger (Bass) und Königlich Preußischer Kammersänger sowie Landschaftsmaler
- Fricke, Beate (* 1974), deutsche Kunsthistorikerin
- Fricke, Bruno (1900–1985), deutscher politischer Aktivist (NSDAP, Schwarze Front)
- Fricke, Christel (* 1955), deutsche Philosophin und Hochschullehrerin
- Fricke, Christiane (* 1958), deutsche Kunsthistorikerin, Journalistin, Kunstkritikerin und Autorin
- Fricke, Corinna (* 1962), deutsche Diplomatin
- Fricke, Dieter (* 1927), deutscher Historiker
- Fricke, Dieter (* 1936), deutscher Wirtschafts- und Finanzwissenschaftler und Hochschullehrer
- Fricke, Eberhard (1931–2013), deutscher Verwaltungsjurist
- Fricke, Ernst (1906–1978), deutscher Fußballfunktionär
- Fricke, Ernst (1912–1983), deutscher Politiker (SPD), MdL
- Fricke, Ferdinand Wilhelm (1863–1927), deutscher Lehrer, „Vater und Schöpfer des hannoverschen Rasensports“
- Fricke, Florian (1944–2001), deutscher Pianist und Gründer der Band Popol Vuh
- Fricke, Friedrich (1892–1988), deutscher Landwirt und Politiker (FDP), MdL
- Fricke, Friedrich August (1784–1858), deutscher Maler, Zeichner und Lithograf
- Fricke, Friedrich Wilhelm (1810–1891), deutscher pädagogischer Schriftsteller
- Fricke, Gerd (1890–1968), deutscher Hörspielregisseur, Hörspielsprecher, Hörfunkmoderator und Schauspieler
- Fricke, Gerhard (1901–1980), deutscher Germanist, Literaturwissenschaftler und -historiker
- Fricke, Gerhard (1921–2024), deutscher Experimentalphysiker und Hochschullehrer
- Fricke, Gustav Adolf (1822–1908), evangelisch-lutherischer Theologe, Pfarrer und Philosoph
- Fricke, Gustavo (* 1919), mexikanischer Fußballtorhüter
- Fricke, Hans (1913–2004), deutscher Eisenbahningenieur
- Fricke, Hans (1926–2015), deutscher Widerstandskämpfer während der Zeit des Zweiten Weltkriegs
- Fricke, Hans (* 1941), deutscher Biologe und Dokumentarfilmer
- Fricke, Hans Martin (1906–1994), deutscher Architekt
- Fricke, Hans-Dierk, deutscher Publizist und Historiker
- Fricke, Hans-Joachim (1904–1974), deutscher Politiker (DP), MdB
- Fricke, Harald (1949–2012), deutscher germanistischer Literaturwissenschaftler
- Fricke, Hartmut (* 1967), deutscher Verkehrswissenschaftler und Hochschullehrer
- Fricke, Heinrich (1860–1917), deutscher Maler und Architekt
- Fricke, Heinrich (1898–1969), deutscher Leichtathlet
- Fricke, Heinz (1927–2015), deutscher Dirigent und Generalmusikdirektor
- Fricke, Helmuth (1933–2013), deutscher Verleger und Heimatforscher
- Fricke, Hermann (1851–1906), deutscher Architekt
- Fricke, Hermann (1876–1949), deutscher Physiker, Mathematiker und Chemiker
- Fricke, Hermann (1895–1982), deutscher Literaturhistoriker, Journalist und Verwaltungsbeamter sowie Initiator und erster Leiter des Theodor-Fontane-Archivs
- Fricke, Hermann (1898–1952), deutscher Politiker (CDU)
- Fricke, Holger (* 1959), deutscher Journalist und Politiker (BIW, Bündnis Deutschland), MdBB
- Fricke, Hugo (1892–1972), dänischer Physiker
- Fricke, Hugo (1906–1995), deutscher Violinist, Bratschist und Komponist
- Fricke, Janie (* 1947), US-amerikanische Country-Sängerin
- Fricke, Jobst (* 1930), deutscher Musikwissenschaftler
- Fricke, Jochen (* 1938), deutscher Physiker und Wissenschaftsjournalist
- Fricke, Johann Carl Georg (1790–1841), deutscher Chirurg
- Fricke, Johann Heinrich (1740–1775), deutscher Jurist
- Fricke, Johann Heinrich Gottlieb (1763–1823), deutscher Mediziner, Physiker und Hochschullehrer
- Fricke, Karl (1852–1915), deutscher Pädagoge
- Fricke, Karl (1908–1993), deutscher Vermessungsingenieur, Berufsschullehrer, Autor und Herausgeber
- Fricke, Karl Wilhelm (* 1929), deutscher Autor und Opfer der SED-DiktaturKarl Wilhelm Fricke (* 1929)

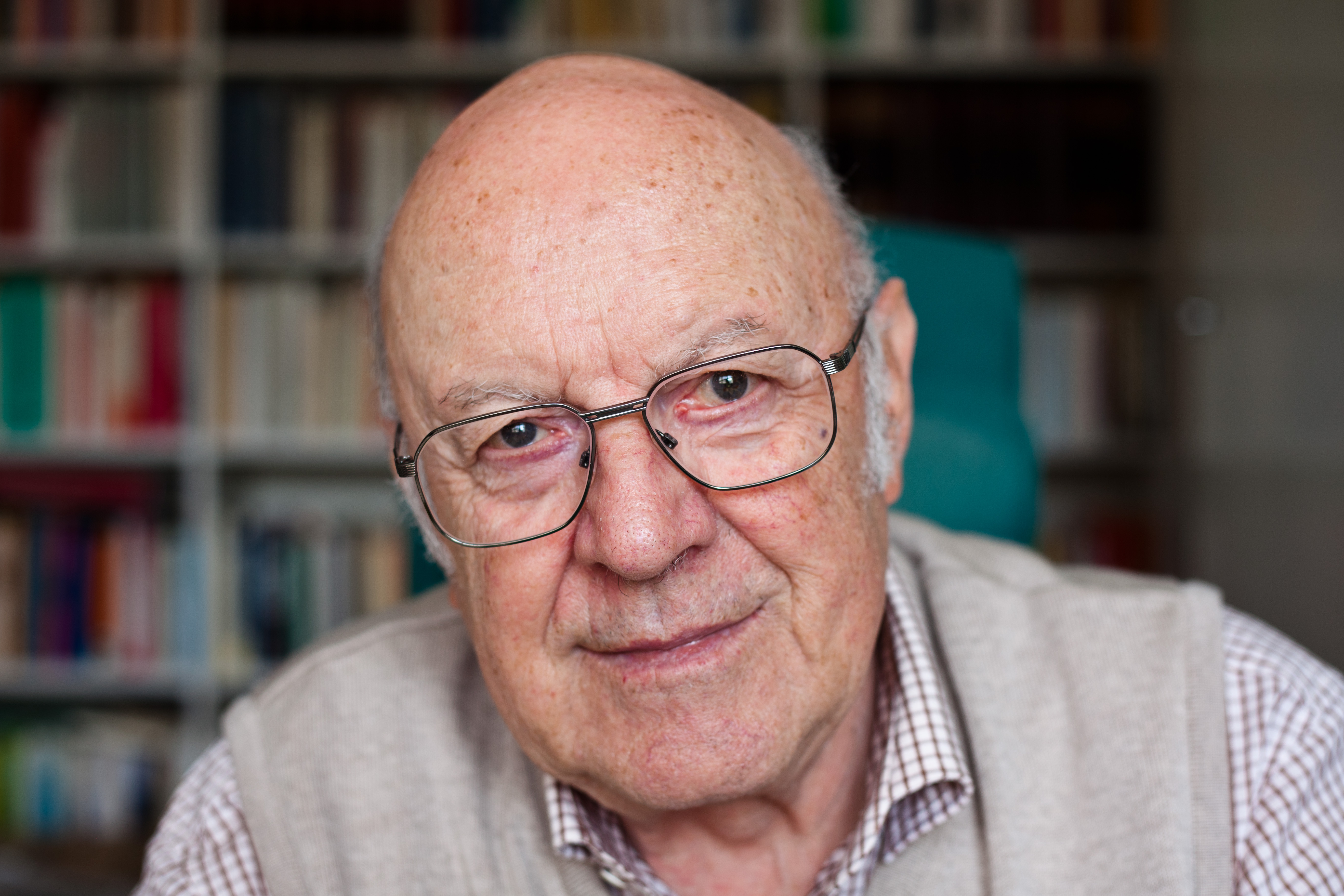
Karl Wilhelm Fricke (* 1929)

- Fricke, Klara (1871–1951), deutsche Aktivistin in der Frauenbewegung und Jugendfürsorge
- Fricke, Kurt (1889–1945), deutscher Admiral im Zweiten Weltkrieg
- Fricke, Kurt (* 1967), deutscher Historiker, Autor und Verlagslektor
- Fricke, Lars (* 1987), deutscher Internet-Comedian, Schauspieler und Sprecher
- Fricke, Louis, deutscher Berufsfotograf
- Fricke, Lucy (* 1974), deutsche Autorin
- Fricke, Ludolf Wilhelm (1840–1899), deutscher evangelischer Geistlicher, Pastor und Vorsteher des Stephansstiftes
- Fricke, Manfred (1936–2009), deutscher Ingenieur und ehemaliger Präsident der Technischen Universität Berlin (1985–1993)
- Fricke, Max, deutscher Fußballspieler
- Fricke, Otto (1894–1966), deutscher Marineoffizier, zuletzt Konteradmiral im Zweiten Weltkrieg
- Fricke, Otto (1902–1954), deutscher Pfarrer und Mitglied der Bekennenden Kirche
- Fricke, Otto (1902–1972), deutscher Jurist, Unternehmer und Politiker (CDU), MdL
- Fricke, Otto (* 1965), deutscher Politiker (FDP), MdB
- Fricke, Peter (* 1939), deutscher SchauspielerPeter Fricke (* 1939)
- Fricke, Richard (* 1894), deutscher Maler

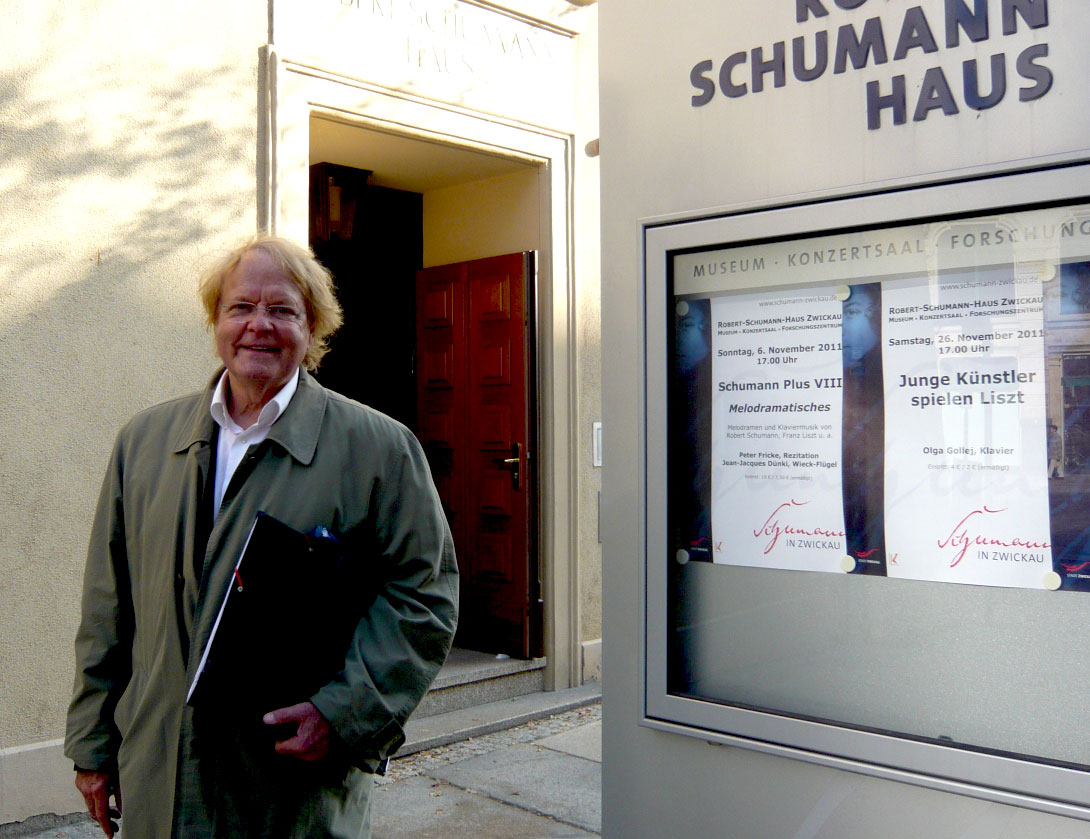
Peter Fricke (* 1939)

- Fricke, Robert (1861–1930), deutscher Mathematiker
- Fricke, Robert (1895–1950), deutscher Chemiker
- Fricke, Rolf (1896–1988), deutscher Nationalökonom und Hochschullehrer
- Fricke, Roman (* 1977), deutscher Hochspringer
- Fricke, Ron (* 1953), US-amerikanischer Filmemacher und Kameramann
- Fricke, Ronald (* 1959), deutscher Ichthyologe und Museumskurator
- Fricke, Rudolf (1899–1981), deutscher Grafiker und Braunschweiger Heimatforscher
- Fricke, Siegfried (* 1954), deutscher Politiker (CDU)
- Fricke, Stefan (* 1962), deutscher Politiker (PIRATEN), MdL
- Fricke, Susanne (* 1967), deutsche Psychologische Psychotherapeutin
- Fricke, Sven (* 1979), deutscher Schauspieler
- Fricke, Thomas (* 1965), deutscher Wirtschaftsjournalist
- Fricke, Walburga (1936–2019), bayerische Politikerin (CSU), MdL
- Fricke, Walter Ernst (1915–1988), deutscher Astronom
- Fricke, Werner (* 1936), deutscher Sozialwissenschaftler
- Fricke, Wilfried (1943–2013), deutscher Fußballspieler
- Fricke, Wilhelm, deutscher Fußballspieler
- Fricke, Wilhelm (1843–1910), deutscher Fotograf und Autor
- Fricke, Willem (1928–2009), deutscher Schauspieler
- Fricke, Willi (1913–1963), deutscher Fußballspieler
- Fricke, Willi (1919–2000), deutscher Politiker (SPD), MdL
- Fricke, Wolfgang (1933–2005), deutscher Musikpädagoge
- Fricke, Wolfgang (* 1934), deutscher Leichtathlet
- Fricke, Yvonne (* 1979), deutsche Buchautorin, Podcasterin, Programmdirektorin und Dozentin
- Frickel, Kurt Hermann (1939–2011), deutscher Lehrer, Genealoge und Bachforscher
- Frickel, Marianne (* 1954), deutsche Hörakustiker-Meisterin, Unternehmerin und Handwerksfunktionärin
- Frickel, Mathias (1833–1911), deutscher Maler
- Frickel, Rudolf (1932–2020), deutscher Fußballschiedsrichter
- Frickel, Thomas (* 1954), deutscher Regisseur und FilmproduzentThomas Frickel (* 1954)

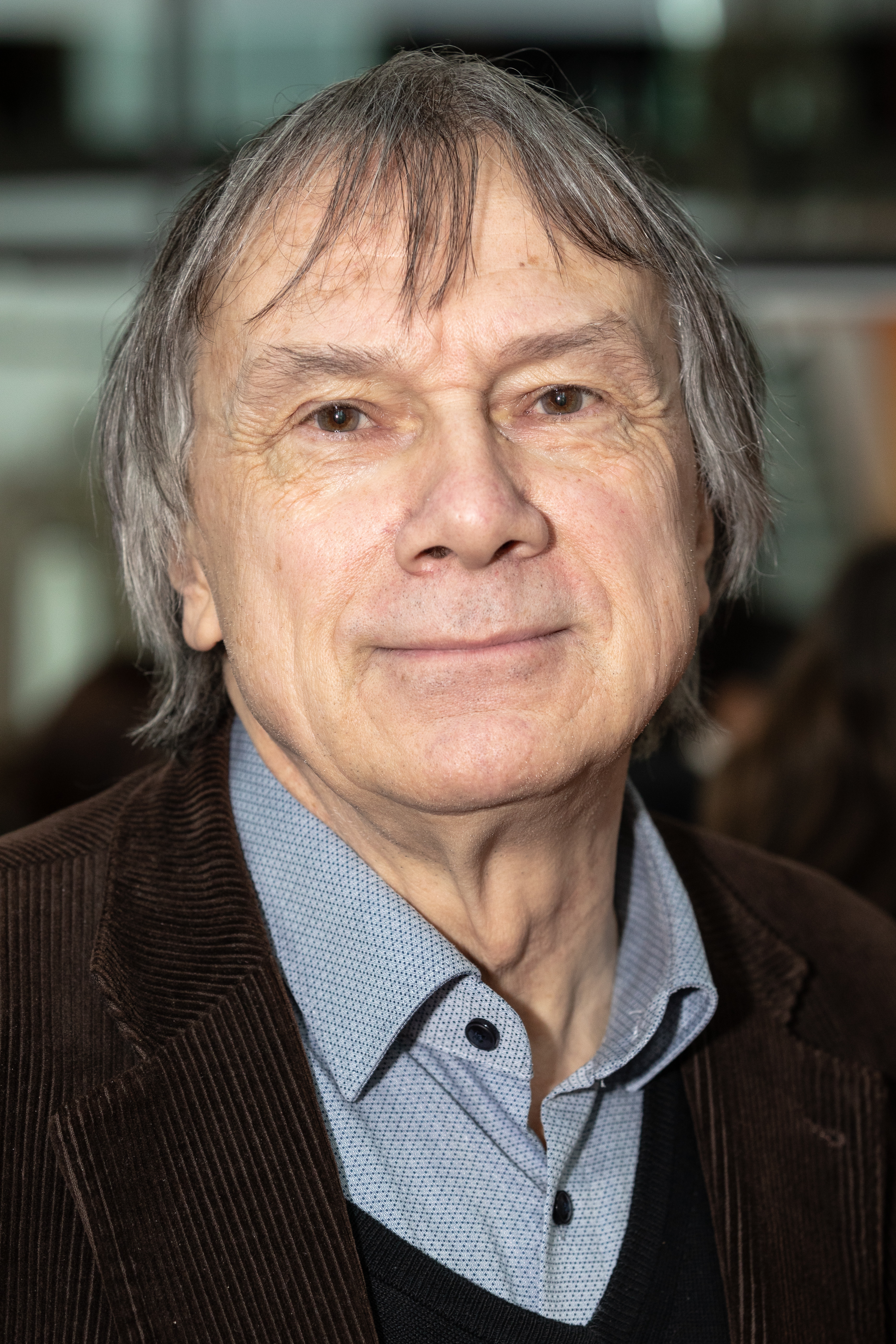
Thomas Frickel (* 1954)

- Fricken, Ernestine von (1816–1844), österreichische Pianistin
- Frickenhaus, August (1882–1925), deutscher Klassischer Archäologe
- Frickenstein, Georg (1890–1946), deutscher Politiker
- Frickenstein, Hans-Josef (1948–2013), deutscher Dichter, Schriftsteller und Zeichner
- Fricker, Brenda (* 1945), irische SchauspielerinBrenda Fricker (* 1945)

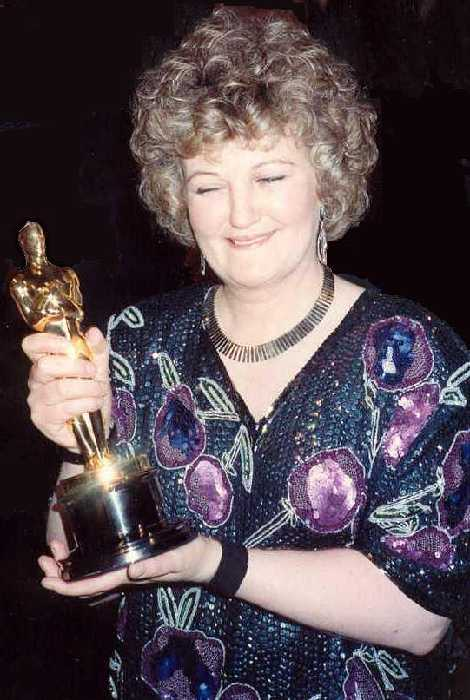
Brenda Fricker (* 1945)

- Fricker, Carl (1830–1907), deutscher Rechtswissenschaftler, Hochschullehrer und Politiker
- Fricker, Christophe (* 1978), deutscher Literaturwissenschaftler und Schriftsteller
- Fricker, Gert (* 1956), deutscher Biochemiker
- Fricker, H. R. (1947–2023), Schweizer Konzeptkünstler
- Fricker, Hans (1879–1956), Schweizer Politiker
- Fricker, Herbert Austin (1868–1943), englisch-kanadischer Chorleiter, Organist, Musikpädagoge und Komponist
- Fricker, Johann Ludwig (1729–1766), deutscher Pfarrer und Vertreter des Pietismus
- Fricker, Jonas (* 1977), Schweizer Politiker (GPS)
- Fricker, Karl (1870–1933), Schweizer Turnlehrer und Turnpionier
- Fricker, Miranda (* 1966), britische Philosophin und Hochschullehrerin
- Fricker, Peter Racine (1920–1990), englischer Komponist und Musikpädagoge
- Fricker, Siegfried (1907–1976), deutscher Bildhauer
- Fricker, Thomas (* 1960), deutscher Journalist
- Fricker, Thüring († 1519), Schweizer Politiker
- Fricker, Traugott (1902–1981), Schweizer Lehrer, Heimatforscher und Bühnenautor
- Fricker, Ursula (* 1965), Schweizer Schriftstellerin
- Fricker, Werner (1936–2001), US-amerikanischer Fußballspieler
- Frickhinger, Ernst (1876–1940), Pharmazierat und Vorgeschichtsforscher
- Frickhinger, Hans Walther (1889–1955), deutscher Zoologe
- Frickhoeffer, Otto (1892–1968), deutscher Komponist und Dirigent
- Frickhöffer, Gerhard (1913–1980), deutscher Schauspieler
- Frickhöffer, Karl (* 1822), deutscher Badearzt und Parlamentarier
- Frickhöffer, Karl Christian (1791–1845), deutscher Pädagoge, Autor und Konrektor des simultanen Lehrerseminars in Idstein
- Frickhöffer, Wolfgang (1921–1991), deutscher Nationalökonom
- Frickinger, Horst (1921–2021), deutscher Offizier, Generalmajor der Bundeswehr

### Frico
- Fričová, Alexandra (* 2004), slowakische Volleyballspielerin
- Fričová, Karolína (* 2000), slowakische Volleyballspielerin

### Frics
- Fricsay, András (1942–2024), ungarischer Schauspieler und Regisseur
- Fricsay, Ferenc (1914–1963), ungarischer DirigentFerenc Fricsay (1914–1963)

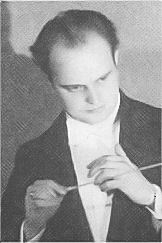
Ferenc Fricsay (1914–1963)